# Huillé
Huillé foi uma comuna francesa na região administrativa da Pays de la Loire, no departamento de Maine-et-Loire. Estendia-se por uma área de 12,53 km². Em 2010 a comuna tinha 524 habitantes (densidade: 41,8 hab./km²).
Em 1 de janeiro de 2019, passou a formar parte da nova comuna de Huillé-Lézigné.